# Miranda (Molise)

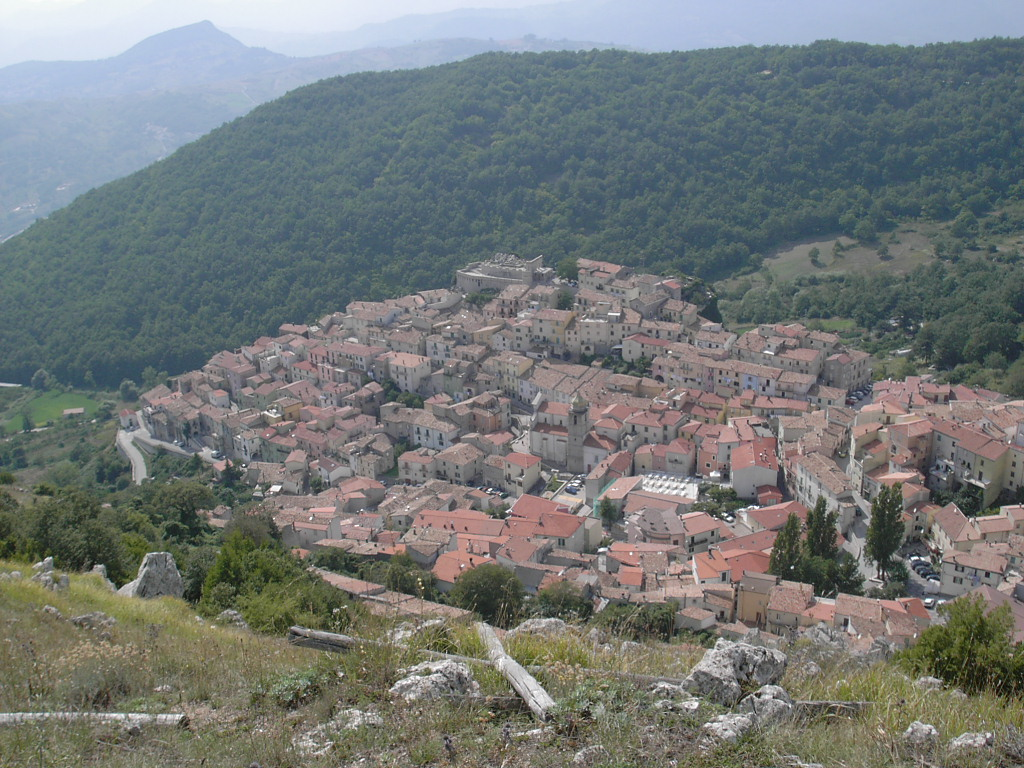
Panorama von Miranda

Miranda ist eine italienische Gemeinde (comune) mit 934 Einwohnern (Stand 31. Dezember 2023) in der Provinz Isernia in der Region Molise. Die Gemeinde liegt etwa 5 Kilometer nordnordöstlich von Isernia.

## Verkehr
Am westlichen Rand der Gemeinde führt die Strada Statale 17var dell'Appennino Abruzzese e Appulo Sannitica von Foggia nach Antrodoco.